# Ciclismo ai Giochi della XXXI Olimpiade - Cronometro femminile
La Cronometro femminile dei Giochi della XXXI Olimpiade si è svolta il 10 agosto a Rio de Janeiro, in Brasile, per un percorso totale di 29,8 km, con partenza e arrivo presso Pontal, che si trova nella zona ovest della città. L'oro è stato conquistato dalla statunitense Kristin Armstrong, mentre l'argento e il bronzo sono andati rispettivamente alla russa Olga Zabelinskaya e all'olandese Anna van der Breggen.

## Ordine d'arrivo
Nota: DNF ritirato, DNS non partito, FT fuori tempo, DSQ squalificato
| Pos. | Corridore            | Squadra       | Tempo   |
| ---- | -------------------- | ------------- | ------- |
| 1    | Kristin Armstrong    | Stati Uniti   | 44'26"  |
| 2    | Olga Zabelinskaya    | Russia        | a 6"    |
| 3    | Anna van der Breggen | Paesi Bassi   | a 12"   |
| 4    | Ellen van Dijk       | Paesi Bassi   | a 13"   |
| 5    | Elisa Longo Borghini | Italia        | a 26"   |
| 6    | Linda Villumsen      | Nuova Zelanda | a 28"   |
| 7    | Tara Whitten         | Canada        | a 35"   |
| 8    | Lisa Brennauer       | Germania      | a 57"   |
| 9    | Katrin Garfoot       | Australia     | a 1'09" |
| 10   | Evelyn Stevens       | Stati Uniti   | a 1'34" |
| 11   | Alena Amialiusik     | Bielorussia   | a 1'40" |
| 12   | Ashleigh Moolman     | Sudafrica     | a 2'03" |
| 13   | Karol-Ann Canuel     | Canada        | a 2'05" |
| 14   | Emma Pooley          | Gran Bretagna | a 2'06" |
| 15   | Eri Yonamine         | Giappone      | a 2'17" |
| 16   | Trixi Worrack        | Germania      | a 2'27" |
| 17   | Lotta Lepistö        | Finlandia     | a 2'41" |
| 18   | Katarzyna Niewiadoma | Polonia       | a 3'22" |
| 19   | Anna Plichta         | Polonia       | a 3'34" |
| 20   | Hanna Solovey        | Ucraina       | a 3'37" |
| 21   | Lotte Kopecky        | Belgio        | a 3'44" |
| 22   | Christine Majerus    | Lussemburgo   | a 3'50" |
| 23   | Ann-Sophie Duyck     | Belgio        | a 3'52" |
| 24   | Audrey Cordon-Ragot  | Francia       | a 5'07" |
| 25   | Vita Heine           | Norvegia      | a 5'57" |